# Trychosis striata
Trychosis striata är en stekelart som först beskrevs av Cameron 1906.  Trychosis striata ingår i släktet Trychosis och familjen brokparasitsteklar. Inga underarter finns listade i Catalogue of Life.